# Anne Dacier
Anne Dacier (nascida Anne Le Fèvre 1647 - 17 de agosto de 1720), também conhecida como Madame Dacier, foi uma filologista, tradutora, comentarista e editora francesa dos clássicos greco-romanos, incluindo a Ilíada e a Odisseia. Ela defendeu a literatura clássica e usou suas grandes habilidades em latim e grego para esse fim, bem como para seu próprio sustento financeiro, produzindo uma série de edições e traduções. A ela foi dedicada Historia mulierum philosopharum de Gilles Ménage, cuja caracterização dela e de Anna Maria van Schurman foi usada para fornecer exemplos importantes em tratados defendendo a educação feminina nos séculos seguintes. 

## Infância e educação
A data exata de seu nascimento não é conhecida e as fontes divergem em suas opiniões sobre seu ano de nascimento: 1647 é proposto por Frade e Wyles e também Conley na Internet Encyclopedia of Philosophy ; a Encyclopædia Britannica sugere 1654; e a Enciclopédia Católica 1651. Eliane Itti defende 1645, com base no registro paroquial de Is-sur-Tille, que fixaria a data de seu batismo em 24 de dezembro de 1645. Dacier foi criada em Preuilly, na Touraine. Aprendeu latim e grego antigo com seu pai, Tanneguy Le Fèvre.
Em 29 de outubro de 1662, ela se casou com Jean Lesnier II.  Eles tiveram um filho, Taneguy, nascido em janeiro de 1669, mas que morreu três semanas depois. O casal se separou por volta de 1670. Em 1683 ela se casou com um dos alunos de seu pai, André Dacier, também estudioso dos estudos clássicos e da tradução, embora seu trabalho seja considerado pelos editores de enciclopédias muito inferior ao dela. 

## Edições clássicas e traduções
Após a norte de seu pai morreu, em 1672, ela se mudou para Paris, levando consigo parte de uma edição de Calímaco, que ela publicou em 1674. Ela ganhou novos trabalhos de tradução de um amigo de seu pai, Pierre-Daniel Huet, então assistente tutor do Delfim e responsável pela série de edições dos clássicos latinos Ad usum Delphini (comumente conhecida como Delphin Classics). Ele a contratou para produzir edições para as séries de Floro (1674), Díctis de Creta (1680), Sexto Aurélio Vítor (1681) e Eutrópio (1683).
Em 1681, sua versão em prosa de Anacreonte e Safo apareceu e, nos anos seguintes, ela publicou versões em prosa das obras de Plauto chamadas Amfitrião, Epidicus and Rudens (1683), e das de Aristófanes chamadas Plutus e As nuvens (1684) - que foram as primeiras traduções de Aristófanes em francês - e as seis comédias de Terêncio (1688). Em 1684 ela e o marido retiraram-se para Castres, com o objetivo de se dedicarem aos estudos teológicos . Em 1685, os Dacier foram recompensados com uma pensão por Luís XIV da França por sua conversão ao catolicismo romano. Anne e André Dacier colaboraram em duas traduções, Meditações de Marco Aurélio (1691) e as primeiras seis Vidas Paralelas de Plutarco (1694).
Em 1699, apareceu sua tradução em prosa da Ilíada, que lhe rendeu a estima que ela tem na literatura francesa. Nove anos mais tarde, publicou uma tradução similar da Odisseia, que Alexander Pope achou útil. Dacier, por sua vez, publicou em 1724 comentários sobre a tradução de Pope(1715–1720), o que lhe rendeu alguma fama também na Inglaterra.

## Controvérsia
A Ilíada, que tornou Homero conhecido pela primeira vez por muitos literatos franceses (incluindo Antoine Houdar de la Motte), deu origem a uma famosa controvérsia literária. Em 1714, La Motte publicou uma versão poética da Ilíada, abreviada e alterada para se adequar ao  gosto atual de sua época, junto com um Discours sur Homère, expondo as razões pelas quais Homero não conseguiu satisfazer seu gosto crítico. Madame Dacier respondeu no mesmo ano em seu trabalho, Des causes de la corrupt du goût ("Das causas da corrupção do gosto"). Ao defender Homero, Dacier "desenvolveu sua própria estética filosófica. Ela insiste na centralidade do gosto como indicador do nível de civilização, tanto moral quanto artística, dentro de uma cultura particular." 
La Motte conduziu a discussão com leve alegria e badinage, e teve a felicidade de ver seus pontos de vista apoiados pelo abade Jean Terrasson, que em 1715 produziu dois volumes intitulados Dissertation critique sur L'Iliade, nos quais sustentou que ciência e filosofia, e especialmente a ciência e a filosofia de René Descartes, desenvolveram tanto a mente humana que os poetas do século XVIII eram imensamente superiores aos da Grécia antiga.
No mesmo ano, Claude Buffier publicou Homère en arbitrage, no qual concluiu que ambas as partes realmente concordavam no ponto essencial de que Homero era um dos maiores gênios que o mundo já vira, e que, como um todo, nenhum outro poema poderia ser preferido ao dele. Em 5 de abril de 1716, na casa de Jean-Baptiste-Henri de Valincour, Anne Dacier e La Motte se encontraram para jantar e beberam à saúde de Homero. 